# ジョン・マホーニー
ジョン・マホーニー（John Mahoney 本名：Charles John Mahoney, 1940年6月20日 - 2018年2月4日）は、イングランド生まれのアメリカ合衆国の俳優。ジョン・マホニーと表記される場合もある。俳優デビューは40歳という遅咲きである。

## 来歴
1940年6月20日、8人きょうだいの7番目の子どもとしてイングランド・ランカシャーのブラックプールに生まれる。もともと実家はマンチェスターにあったが、当時、第二次世界大戦の戦火を逃れて疎開していた。
戦後にマンチェスターへ戻ったが、戦争花嫁としてアメリカ・イリノイ州に嫁いでいた姉を頼って渡米する。大学入学後に軍へ入隊し、1959年にアメリカ合衆国の市民権を取得した。卒業後は地元で英語教師をしていたが、幼少時代から興味を持っていた演劇への夢を捨て切れず、40歳で俳優としてデビューした。
1986年、ブロードウェイの舞台『The House of Blue Leaves』でトニー賞を受賞する。
映画・テレビドラマで主演することはほとんどなく、脇役を演じることが多かったが、1993年から1996年まで放送されたテレビドラマ『そりゃないぜ!? フレイジャー』のマーティン・クレイン役がエミー賞、ゴールデングローブ賞、全米映画俳優組合賞などにノミネートされ、2000年には全米映画俳優組合賞アンサンブル演技賞（ドラマ部門）を受賞するなど、その演技力は高く評価された。
2018年2月4日、イリノイ州シカゴの自宅で死去した。

## 主な出演作品

### 映画
| 公開年 | 邦題 原題                                                            | 役名                           | 備考                           |
| ------ | -------------------------------------------------------------------- | ------------------------------ | ------------------------------ |
| 1985   | 野獣捜査線 Code of Silence                                           | 'Prowler' Representative       |                                |
| 1986   | マンハッタン・プロジェクト The Manhattan Project                     | コンロイ                       |                                |
| 1986   | ニューヨーク・ベイサイド物語 Streets of Gold                         | Linnehan                       |                                |
| 1987   | ティンメン/事の起こりはキャデラック Tin Men                          | モー・アダムス                 |                                |
| 1987   | 容疑者 Suspect                                                       | マシュー・ビショップ・ヘルムズ |                                |
| 1987   | 月の輝く夜に Moonstruck                                              | ペリー                         |                                |
| 1988   | フランティック Frantic                                               | アメリカ大使館員               |                                |
| 1988   | 背信の日々 Betrayed                                                  | ショーティ                     |                                |
| 1988   | エイトメン・アウト Eight Men Out                                     | ウィリアム・キッド・グリーソン |                                |
| 1989   | セイ・エニシング Say Anything...                                     | ジェームズ・コート             |                                |
| 1990   | ザ・イメージ The Image                                               | アーヴ・マイケルソン           | テレビ映画                     |
| 1990   | パパがきた! Love Hurts                                               | ブーマー                       |                                |
| 1990   | ロシア・ハウス The Russia House                                      | ブラディ                       |                                |
| 1991   | 地獄のゲッタウェイ/1000万ドル強奪作戦 The 10 Million Dollar Getaway  | ジミー・バーク                 | テレビ映画                     |
| 1991   | バートン・フィンク Barton Fink                                       | W.P. メイヒュー                |                                |
| 1992   | ドク・ソルジャー/白い戦場 Article 99                                 | ヘンリー・ドレイフォス         |                                |
| 1992   | シークレット・パッション The Secret Passion of Robert Clayton        | ロバート・クレイトン・シニア   | テレビ映画                     |
| 1992   | ウォーターエンジン/アメリカ帝国の陰謀 The Water Engine               | メイソン・グロス               |                                |
| 1993   | ザ・シークレット・サービス In the Line of Fire                       | サム                           |                                |
| 1993   | スリー・リバーズ Striking Distance                                   | ヴィンス・ハーディ             |                                |
| 1994   | リアリティ・バイツ Reality Bites                                     | グラント                       |                                |
| 1994   | 未来は今 The Hudsucker Proxy                                         | チーフ                         |                                |
| 1995   | アメリカン・プレジデント The American President                      | レオ・ソロモン                 |                                |
| 1996   | 真実の行方 Primal Fear                                               | ショーネシー                   |                                |
| 1996   | 彼女は最高 She's the One                                             | フィッツパトリック             |                                |
| 1998   | アンツ Antz                                                          | グレブス                       | アニメ、声の出演               |
| 1999   | アイアン・ジャイアント The Iron Giant                                | ローガード司令官               | アニメーション映画、声の出演   |
| 2000   | ブロークン・ハーツ・クラブ The Broken Hearts Club: A Romantic Comedy | ジャック                       |                                |
| 2001   | アトランティス 失われた帝国 Atlantis: The Lost Empire                | プレストン・ウィットモア       | アニメーション映画、声の出演   |
| 2003   | アトランティス 帝国最後の謎 Atlantis:Milo’s Return                   | プレストン・ウィットモア       | アニメーションビデオ、声の出演 |
| 2007   | 40オトコの恋愛事情 Dan in Real Life                                  | ポピー                         |                                |

### テレビシリーズ
| 放映年    | 邦題 原題                                     | 役名                       | 備考                             |
| --------- | --------------------------------------------- | -------------------------- | -------------------------------- |
| 1990      | H・E・L・P/ハーレム特殊救助隊 H.E.L.P.        | パトリック・ミーチャム     | 6エピソード                      |
| 1993-2004 | そりゃないぜ!? フレイジャー Frasier           | マーティン・クレイン       | 263エピソード                    |
| 2006      | ER緊急救命室 ER                               | ベネット・クレイ           | シーズン13 第3話 "孤独な終幕"    |
| 2009      | In Treatment                                  | ウォルター・バーネット     | 7エピソード                      |
| 2009,2010 | バーン・ノーティス 元スパイの逆襲 Burn Notice | マネジメント               | 2エピソード                      |
| 2015      | 刑事フォイル Foyle's War                      | アンドリュー・デル・マール | シーズン8 第1話 "ハイキャッスル" |